# Kosihovce
Kosihovce jsou obec v okrese Veľký Krtíš v Banskobystrickém kraji na Slovensku. Leží v jižní části Krupinské planiny přibližně 12 km jihozápadně od okresního města. Žije zde 559 obyvatel.
První písemná zmínka o obci pochází z roku 1135. V obci se nachází renesanční římskokatolický kostel Růžencové Panny Marie asi z roku 1535 a evangelický kostel z roku 1874.